# 1st The Blue - New Release
"1st The Blue - New Release"는 The Blue의 1집 정규 앨범이자, 데뷔 앨범이다. 동명의 노래 타이틀곡이 쓰여 있다.

## 수록곡
1. 너만을 느끼며 - 3:45 (작사·작곡·편곡 : 서영진) (TVN 응답하라1994 삽입곡)
2. 나를 위해 - 4:35 (작사·작곡·편곡 : 서영진)
3. 너만을 느끼며 (Remix I) - 3:43 (작사·작곡·편곡 : 서영진)
4. 동화속으로 - 4:25 (작사·작곡·편곡 : 서영진)
5. 새로운 날을 위해 - 4:12 (작사·작곡·편곡 : 서영진)
6. 너만을 느끼며 (Remix Ii) - 4:48 (작사·작곡·편곡 : 서영진)

## 제작진
- 레코딩 엔지니어 : 이유억
- 레코딩 스튜디오 : 유니비어살 스튜디오
- PIANO : 김우진
- GUITAR : 이정렬
- BASS : 민재현
- DRUM : 김성태
- SAXOPHONE : 이정식
- ALL COMPOSED & ARRANGED : 서영진
- REMIX : 왕배영
- ASSISTANT ENGINEER : 김은석
- DIRECT : 서영진
- PLAN & PRODUCE : PRIMO ENTERPRISE, 최석순
- PHOROGRAOPH : 김곤수
- DESIGN : 이완수